# Pseudoseioptera albipes
Pseudoseioptera albipes är en tvåvingeart som först beskrevs av Cresson 1919.  Pseudoseioptera albipes ingår i släktet Pseudoseioptera och familjen fläckflugor. Inga underarter finns listade i Catalogue of Life.